# Kurt Flamme
Kurt Flamme (* 17. Juni 1878 in Hof (Saale); † nach 1958) war ein deutscher Finanzbeamter, der in langjähriger leitender Stellung in der Bayerischen Staatsbank deren Ansehen und Wachstum maßgeblich förderte.

## Leben

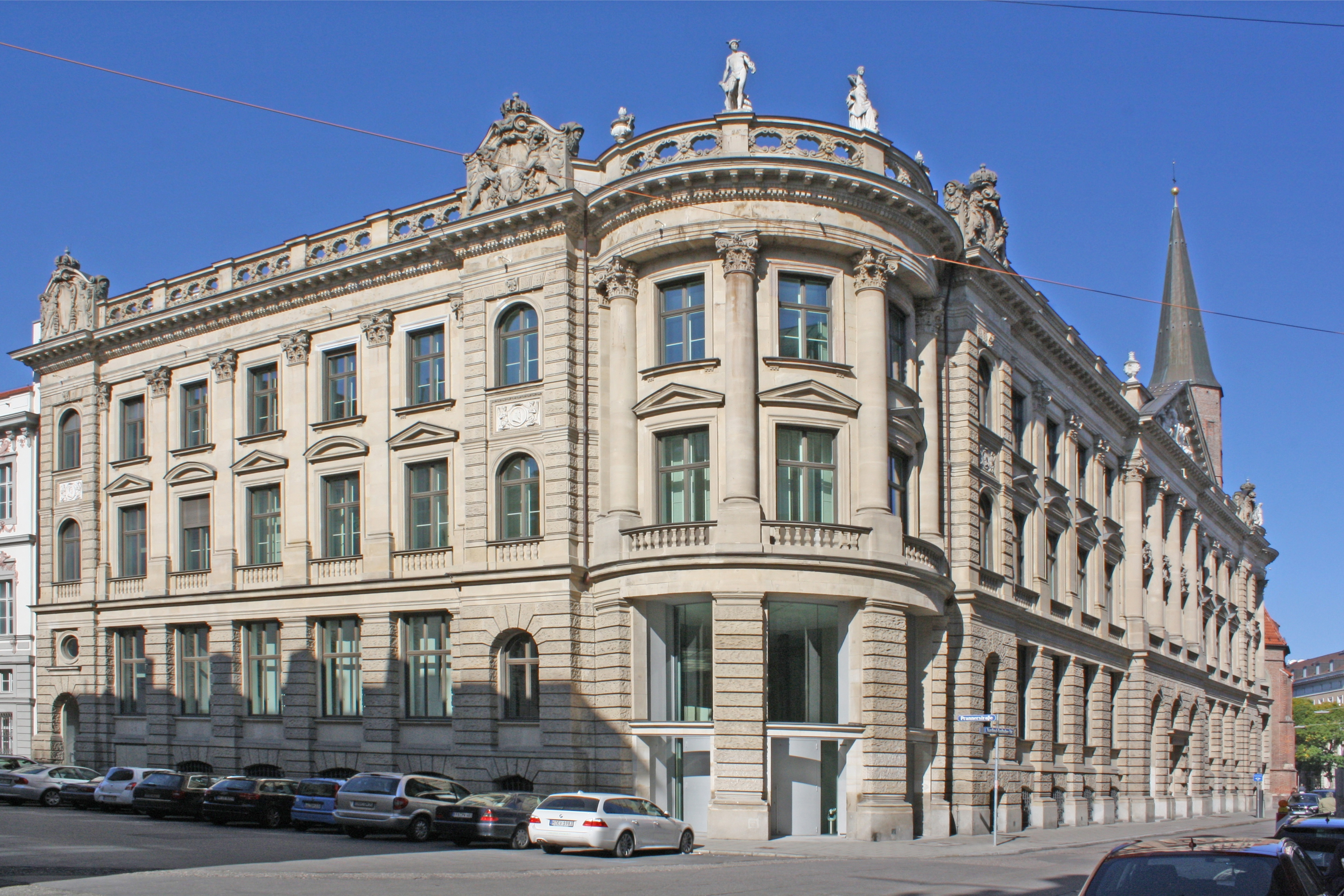
Bayerische Staatsbank in München – Dienstsitz von Kurt Flamme

Nach dem Schulbesuch trat er bereits vor dem Ersten Weltkrieg in den Bankdienst, in dem er zum Geheimen Oberfinanzrat aufstieg. Er wurde Mitglied der Direktion der Bayerischen Staatsbank in München. Sein Dienstsitz war in München, Promenadenstraße (heute: Kardinal-Faulhaber-Straße) 1. Er war Mitglied mehrerer Vorstände und Aufsichtsräte.
Trotz Aufnahmestopp trat Kurt Flamme zum 1. November 1933 der NSDAP bei (Mitgliedsnummer 1.884.004).
Kurt Flamme stieg im Bankwesen bis zum Vizepräsident der Bayerischen Staatsbank auf, zu dem er im Jahre 1943 ernannt wurde, und erhielt als solcher im Ruhestand im Jahre 1955 das Große Bundesverdienstkreuz verliehen.